# 楊捷三
楊捷三，字少泉，河南祥符（今河南省開封市）人，清朝政治人物、進士出身。
光緒十一年，中舉；光緒十六年，登進士，同年五月，改翰林院庶吉士。光緒十八年五月，散館，授翰林院編修。光緒二十三年，任四川鄉試副考官。光緒二十九年，任侍講學士。宣統元年，任日講起居注官。